# Плат, Павел Васильевич
Павел Васильевич Плат (род. 24 февраля 1956 года, Спасск-Рязанский, Рязанская область, СССР) — советский, казахстанский и российский военачальник. Начальник Главного управления контрольной и надзорной деятельности Министерства обороны Российской Федерации — помощник Министра обороны Российской Федерации с 2013 года. Генерал-полковник (2006), Заслуженный военный специалист Российской Федерации, кандидат технических наук.

## Биография
Родился 24 февраля 1956 года в городе Спасск-Рязанский Рязанской области.
Окончил Ленинградское суворовское военное училище в 1973 году. В 1977 году Бакинское высшее общевойсковое командное училище. В 1988 году Военную академию им. М. В. Фрунзе. В 2001 году — Российскую академию государственной службы при Президенте Российской Федерации
С 1977 по 1979 год — командир мотострелкового взвода 423-го гвардейского мотострелкового полка 4-й гвардейской танковой дивизии, Московский военный округ. С 1979 по 1981 год — командир взвода, командир роты 329-го отдельного мотострелкового батальона 7-й отдельной мотострелковой бригады, Республика Куба. С 1981 по 1985 год — командир роты, начальник штаба — заместитель командира мотострелкового батальона 418 мотострелкового полка 32-й мотострелковой дивизии, Московский военный округ.
С 1988 по 1990 год — командир мотострелкового батальона 188-го мотострелкового полка 68-й мотострелковой дивизии, САВО. С 1990 по 1992 год — начальник штаба — заместитель командира 188-го полка 68-й мотострелковой дивизии 40-й общевойсковой армии, ТуркВО. С 1992 по 1993 год — командир 517-го мотострелкового полка 68-й мотострелковой дивизии Вооружённых сил Республики Казахстан.
С 1993 по 1994 год — командир отдельного инженерно-технического батальона, начальник штаба — заместитель командира 147-й отдельной спасательной бригады ГКЧС РФ. С 1994 по 1996 год — командир 144-й отдельной спасательной бригады Министерства Российской Федерации по делам гражданской обороны, чрезвычайным ситуациям и ликвидации последствий стихийных бедствий (МЧС России).
С 1996 по 1997 год — заместитель, первый заместитель начальника Центрального регионального центра по делам гражданской обороны, чрезвычайным ситуациям и ликвидации последствий стихийных бедствий МЧС России. С 1997 по 1999 год — первый заместитель начальника Департамента подготовки войск гражданской обороны и других формирований МЧС России. С 1999 по 2000 год — заместитель начальника Департамента войск гражданской обороны и спасательных формирований (по подготовке) МЧС России. С 2000 по 2002 год — начальник Департамента войск гражданской обороны и спасательных формирований МЧС России. С 2002 по 2005 год — начальник Дальневосточного регионального центра МЧС России. С 2005 по 2006 год — начальник Центрального регионального центра МЧС России.
С 2006 года по 2013 год — главный военный эксперт Министерства Российской Федерации по делам гражданской обороны, чрезвычайным ситуациям и ликвидации последствий стихийных бедствий.
C июля 2013 года — начальник Главного управления контрольной и надзорной деятельности Министерства обороны Российской Федерации — помощник Министра обороны Российской Федерации.

## Награды
- Орден «За заслуги перед Отечеством» IV степени
- Орден Мужества
- Орден «За военные заслуги»
- Орден «За службу Родине в Вооружённых Силах СССР» 3 степени
- Медаль «За укрепление боевого содружества»
- Медаль «200 лет Министерству обороны»
- Медаль «Ветеран Вооружённых Сил СССР»
- Юбилейная медаль «50 лет Вооружённых Сил СССР»
- Юбилейная медаль «60 лет Вооружённых Сил СССР»[1]
- Юбилейная медаль «70 лет Вооружённых Сил СССР»[2]
- Медаль «За безупречную службу» I степени
- Медаль «За безупречную службу» II степени
- Медаль «За безупречную службу» III степени
- другими государственными и ведомственными медалями, именными холодным и огнестрельным оружием.
- Заслуженный военный специалист Российской Федерации (1999),
- кандидат технических наук.
- Иностранные награды.